# Терд-Ривер
Терд-Ривер (англ. Third River) — тауншип в округе Айтаска, Миннесота, США. На 2010 год его население составило 50 человек. Тауншип пересекает река Терд-Ривер, по которой был назван и тауншип.

## География
По данным Бюро переписи населения США площадь тауншипа составляет 94,1 км², из которых 90,5 км² занимает суша, а 3,7 км² — вода (3,91 %).

## Население
В 2010 году на территории тауншипа проживало 50 человек (из них 48,0 % мужчин и 52,0 % женщин), насчитывалось 26 домашних хозяйств и 19 семей. На территории города было расположено 74 постройки со средней плотностью 0,82 построек на один км² суши. Расовый состав: белые — 86,0 %, коренные американцы — 8,0 %, две и более рас — 6,0 %.
Население города по возрастному диапазону по данным переписи 2010 года распределилось следующим образом: 6,0 % — жители младше 21 года, 48,0 % — от 21 до 65 лет и 46,0 % — в возрасте 65 лет и старше. Средний возраст населения — 61,5 лет. На каждые 100 женщин в Терд-Ривере приходилось 92,3 мужчин, при этом на 100 совершеннолетних женщин приходилось уже 95,8 мужчин сопоставимого возраста.
Из 26 домашних хозяйств 73,1 % представляли собой семьи: 61,5 % совместно проживающих супружеских пар (3,8 % с детьми младше 18 лет); 3,8 % — женщины, проживающие без мужей, 7,7 % — мужчины, проживающие без жён. 26,9 % не имели семьи. В среднем домашнее хозяйство ведут 1,92 человека, а средний размер семьи — 2,26 человека. В одиночестве проживали 26,9 % населения, 15,4 % составляли одинокие пожилые люди (старше 65 лет).
В 2014 году из 39 человек старше 16 лет имели работу 9. В 2014 году медианный доход на семью оценивался в 55 625 $, на домашнее хозяйство — в 53 750 $. Доход на душу населения — 32 115 $ в год.